# Projekt 667A
Projekt 667A (v kódu NATO třída Yankee) byla třída raketonosných ponorek Sovětského námořnictva s jaderným pohonem.

## Stavba a uživatelé

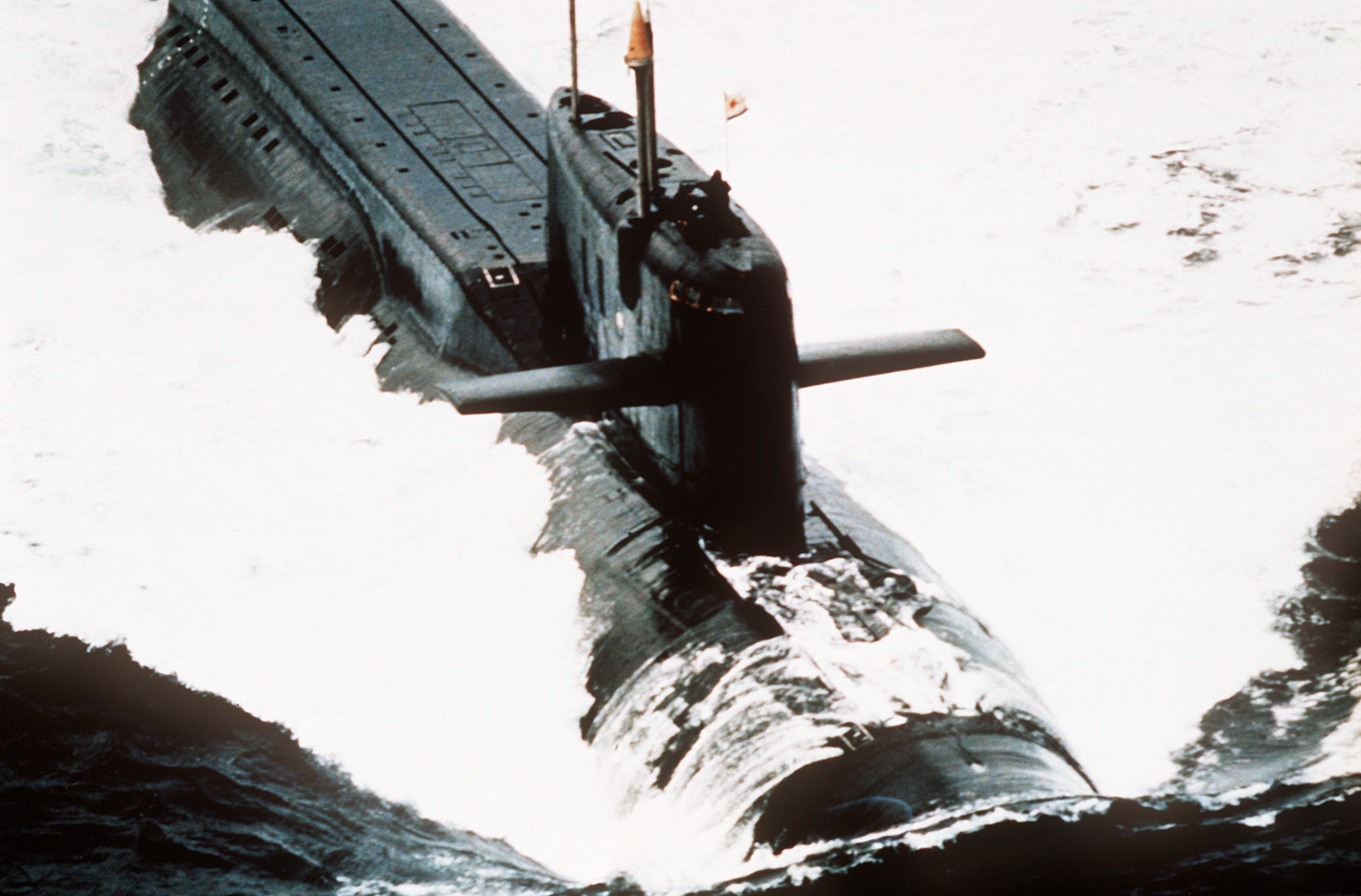
Ponorka přestavěná na verzi Yankee Notch

Vývoj ponorek projektu 667 začal v roce 1958 v konstrukční kanceláři OKB-18. Vývoj nového typu si vynutil značné úpravy prvního projektu, a proto byla v roce 1962 schválená verze označena 667A Navaga. Byly to první sovětské raketonosné ponorky koncepčně odpovídající americké třídě George Washington – tedy plavidla s jaderným pohonem, nesoucí 16 balistických raket, umístěných ve dvou řadách v trupu. Předcházející sovětské raketonoské ponorky tříd Golf a Hotel nesly rakety pouze tři. Celkem 34 ponorek této třídy postavily sovětské loděnice v Komsomolsku (10 kusů) a Severodvinsku (24 kusů). Do služby byly zařazeny v letech 1967–1974. Vyřazovány byly postupně od poloviny 80. let až do 90. let.

## Konstrukce
Trup ponorek byl rozdělen do 10 vodotěsných oddělení. Torpédovou výzbroj představovaly čtyři příďové 533mm torpédomety a dva záďové 406mm torpédomety. Za bojovou věží bylo ve dvou řadách umístěno 16 balistických raket R-27 Zyb (v kódu NATO SS-N-6 Serb) s dosahem 2400 km, odpalovaných pomocí systému D-5. Ponorka, plující rychlostí 4 uzly, je mohla vypustit z hloubky až 50 metrů. Pohonný systém tvořily dva tlakovodní reaktory OK-700 a dvě parní turbíny TZA-635. Nejvyšší rychlost ponorek byla 16 uzlů na hladině a 26 uzlů pod hladinou.

## Varianty

Ponorka verze Yankee I

Ponorka verze Yankee Notch

Ponorka verze Stretch

Ponorka verze Sidecar

- Yankee I (projekt 667A) – série 34 ponorek základního modelu nesoucího rakety R-27 Zyb. Všechny další varianty vznikly přestavbou. Řada ponorek verze Yankee I byla na základě dohody SALT I upravena na stíhací ponorky, které na palubě nesly pouze torpéda. Během modernizací ponorky dostaly novější vypouštěcí systém D-5U a modernizované střely R-27U s doletem prodlouženým na 3000 km. Modifikace nesla označení projekt 667AU Nalim.[1] Raketonosná verze Yankee I byla vyřazována od roku 1984.
- Yankee II (projekt 667AM) – úprava ponorky K-140 pro nesení dvanácti modernějších střel RS-16 (v kódu NATO SS-N-17 Snipe).[1] Vyřazena byla v roce 1991.
- Yankee Sidecar (Projekt 667M) – ponorka K-420 byla upravena pro testování nadzvukových letounových střel s jadernou hlavicí P-750 Grom (v kódu NATO SS-N-24 Scorpion). Na palubě jich nesla 12 kusů.
- Yankee Notch (Projekt 667AT) – ponorky upravené na strategické nosiče letounových střel RK-55 Granat (v kódu NATO SS-N-21 Sampson) odpalovaných z torpédometů. Byl z nich odstraněn celý úsek pro balistické rakety, který nahradila ještě delší sekce, ve které se nacházelo šest 533mm torpédometů a celkem 35 raket RK-55.[2]
- Yankee Stretch – ponorka K-411 přestavěná na nosič dvou miniponorek.[1]